# Kunthanahalli, Tirumakudal Narsipur
Kunthanahalli là một làng thuộc tehsil Tirumakudal Narsipur, huyện Mysore, bang Karnataka, Ấn Độ.